# Boussy, Haute-Savoie
Boussy (phát âm tiếng Pháp: [busi]; tiếng Arpitan: Bœci)là một xã trong tỉnh Haute-Savoie thuộc vùng Rhône-Alpes đông nam Pháp.

## Vị trí địa lý
Chéran tạo thành biên giới phía tây nam của xã.